# Курчавка обманчивая
Курчавка обманчивая (лат. Atraphaxis decipiens) — многолетние ветвистые кустарники рода Курчавка.

## Биологическое описание
Кустарничек 5-25 см выс., с толстыми стволиками и искривленными ветвями. Кора серая, буровато-серая, продольно потрескавшаяся. Веточки густо олиственные.
Листья голые, ланцетные или линейные, 5-9 мм длиной, 0.5-1.5 мм шириной, коротко заостренные, к основанию суженные, толстоватые и жестковатые, с завернутыми на нижнюю сторону краями.
Цветки в коротких кистях, выходят из раструбов по 2. Листочки околоцветника розовые, по краю белые. Внутренние листочки околоцветника округлые, 4-6 мм дл.
Орешек удлиненно-трёхгранный, гладкий, блестящий, с темно-бурыми пятнами.
Растёт по каменистым и щебнистым склонам.

## Распространение
Южный Алтай, Омская область, Казахстан.